# Mont Ngaoui
Il Mont Ngaoui è una montagna dell'Africa Centrale, situata al confine tra Repubblica Centrafricana e Camerun. Con la sua altitudine di 1410 metri s.l.m., rappresenta il punto più elevato del territorio della Repubblica Centrafricana.